# UFC Fight Night: Эрнандес vs. Перейра
UFC Fight Night: Hernandez vs. Pereira (также известный как UFC Fight Night 245, UFC on ESPN+ 103 и UFC Vegas 99) — турнир по смешанным единоборствам, организованный Ultimate Fighting Championship, который был проведён 19 октября 2024 года в спортивном комплексе «UFC Apex» в городе Энтерпрайз (часть города-мегаполиса Лас-Вегас), штат Невада, США.

## Подготовка турнира

### Главные события турнира
В качестве заглавного события запланирован бой в среднем весе, в котором должны встретиться американец мексиканского происхождения Энтони Эрнандес (#13 в рейтинге) и бразилец Мишел Перейра (#14 в рейтинге).
| Заглавное событие - Средний вес | Заглавное событие - Средний вес | Заглавное событие - Средний вес |
| --- | --- | ------------------------------- |
| Энтони Эрнандес | | Мишел Перейра                   |
| ANTHONY HERNANDEZ "Fluffy" (Пухляш) 31 год (18.10.1993) Рост 183 см, размах рук 191 см, вес 84,1 кг Гражданство: Происхождение: / Место рождения: Вудленд, Калифорния, США Представляет: Данниган, Калифорния, США "MMA Gold Fight Team" / "Marinoble's Martial Arts" Дебют в UFC - 02.02.2019 (с рекордом 6-0, 1 NC) Бонусы "Perfomance of the Night" (2) Победитель DWCS 10 (2018, 2-й сезон) Чемпион LFA в среднем весе (2018) | MICHEL FAGNER LIMA PEREIRA "Demolidor" (порт. Разрушитель) 31 год (06.10.1993) Рост 186 см, размах рук 185 см, вес 84,1 кг Гражданство: Происхождение: Место рождения: Мараба, Пара, Бразилия Представляет: Лас-Вегас, Невада, США "Overcome Academy" / "Xtreme Couture" Дебют в UFC - 18.05.2019 (с рекордом 22-9) Бонусы "Fight of the Night" (2) / "Perfomance of the Night" (5) Чемпион Serbian Battle Championship в полусреднем весе (2017-2018, защиты 1/1) |                                 |
| Последние бои: 17.02.2024, Роман Копылов, SUB2 20.05.2023, Эдмен Шахбазян, TKO3 17.09.2022, Марк-Андре Баррьо, SUB3 09.04.2022, Джош Фремд (д), UDEC 13.02.2021, Родолфу Виейра, SUB2 | Последние бои: SUB1, Игорь Потеря, 04.05.2024 SUB1, Михал Олексейчук, 09.03.2024 TKO1, Андре Петроски, 14.10.2023 SDEC, Сантьяго Понциниббио (#14, полусредн. вес), 21.05.202 UDEC, Андре Фиальо (полусредн. вес), 22.01.2022 |                                 |

### Анонсированные бои
| Бой | Весовая категория    | Участники боёв и их статистика перед боем (рекорд ММА / рекорд UFC / серия) | Участники боёв и их статистика перед боем (рекорд ММА / рекорд UFC / серия) | Участники боёв и их статистика перед боем (рекорд ММА / рекорд UFC / серия) | Участники боёв и их статистика перед боем (рекорд ММА / рекорд UFC / серия) | Участники боёв и их статистика перед боем (рекорд ММА / рекорд UFC / серия) | Участники боёв и их статистика перед боем (рекорд ММА / рекорд UFC / серия) | Участники боёв и их статистика перед боем (рекорд ММА / рекорд UFC / серия) | Участники боёв и их статистика перед боем (рекорд ММА / рекорд UFC / серия) | Участники боёв и их статистика перед боем (рекорд ММА / рекорд UFC / серия) | Участники боёв и их статистика перед боем (рекорд ММА / рекорд UFC / серия) | Участники боёв и их статистика перед боем (рекорд ММА / рекорд UFC / серия) | Участники боёв и их статистика перед боем (рекорд ММА / рекорд UFC / серия) |
|     |                      | Главный кард (Main Card, ESPN+)                                             |                                                                             |                                                                             |                                                                             |                                                                             |                                                                             |                                                                             |                                                                             |                                                                             |                                                                             |                                                                             |                                                                             |
| 1   | Средний вес          | Энтони Эрнандес (Anthony Hernandez)                                         | #13 (12), CS                                                                | 12-2 (1)                                                                    | 6-2                                                                         | +5                                                                          | vs.                                                                         | Мишел Перейра (Michel Pereira)                                              | #14 (13)                                                                    | 31-11 (2)                                                                   | 9-2                                                                         | +8                                                                          | [ 3 ]                                                                       |
| 2   | Легчайший вес        | Роб Фонт (Rob Font)                                                         | #9 (3)                                                                      | 20-8                                                                        | 10-7                                                                        | -2                                                                          | vs.                                                                         | Кайлер Филлипс (Kyler Phillips)                                             | #12 (10), TUF, CS                                                           | 12-2                                                                        | 6-1                                                                         | +3                                                                          | [ 4 ]                                                                       |
| 3   | Наилегчайший вес     | Чарльз Джонсон (Charles Johnson)                                            |                                                                             | 16-6                                                                        | 5-4                                                                         | +3                                                                          | vs.                                                                         | Су Мудаэрцзи (Sumudaerji)                                                   | exT(11)                                                                     | 16-6                                                                        | 3-3                                                                         | -2                                                                          | [ 5 ]                                                                       |
| 4   | Легчайший вес        | Джейк Хадли (Jake Hadley)                                                   | CS                                                                          | 11-3                                                                        | 3-3                                                                         | +1                                                                          | vs.                                                                         | Кэмерон Смотермэн (Cameron Smotherman)▲                                     | д, CS                                                                       | 11-4                                                                        | -                                                                           | +3                                                                          | [ 6 ]                                                                       |
| 5   | Полулёгкий вес       | Даррен Элкинс (Darren Elkins)                                               | exT(9)                                                                      | 28-11                                                                       | 18-10                                                                       | +1                                                                          | vs.                                                                         | Дэниел Пинеда (Daniel Pineda)                                               |                                                                             | 28-16 (3)                                                                   | 5-7 (1)                                                                     | -2                                                                          | [ 7 ]                                                                       |
|     |                      | Предварительный кард (Prelims, ESPN+)                                       |                                                                             |                                                                             |                                                                             |                                                                             |                                                                             |                                                                             |                                                                             |                                                                             |                                                                             |                                                                             |                                                                             |
| 6   | Наилегчайший вес     | Матеус Николау (Matheus Nicolau)                                            | #7 (5), TUF                                                                 | 19-4-1                                                                      | 7-3                                                                         | -2                                                                          | vs.                                                                         | Асу Алмабаев (Asu Almabayev)                                                | #14                                                                         | 20-2                                                                        | 3-0                                                                         | +16                                                                         | [ 8 ]                                                                       |
| 7   | Легчайший вес        | Брэд Катона (Brad Katona)                                                   | TUF(W)                                                                      | 14-3                                                                        | 4-3                                                                         | +1                                                                          | vs.                                                                         | Жеан Матсумото (Jean Matsumoto)                                             | CS                                                                          | 15-0                                                                        | 1-0                                                                         | +15                                                                         | [ 9 ]                                                                       |
| 8   | Жен. легчайший вес   | Хоселин Эдвардс (Joselyne Edwards)                                          |                                                                             | 13-6                                                                        | 4-4                                                                         | -2                                                                          | vs.                                                                         | Тамирис Видал (Tamires Vidal)                                               |                                                                             | 7-3                                                                         | 1-2                                                                         | -2                                                                          | [ 10 ]                                                                      |
| 9   | Жен. минимальный вес | Джессика Пенне (Jessica Penne)                                              | exT(3), TUF                                                                 | 14-7                                                                        | 3-5                                                                         | -2                                                                          | vs.                                                                         | Элис Рид (Elise Reed)                                                       |                                                                             | 7-4                                                                         | 3-4                                                                         | -1                                                                          | [ 11 ]                                                                      |
| 10  | Жен. минимальный вес | Мелисса Мартинес (Melissa Martinez)▲                                        | CS                                                                          | 7-1                                                                         | 0-1                                                                         | -1                                                                          | vs.                                                                         | Аличе Арделян (Alice Ardelean)                                              |                                                                             | 9-6                                                                         | 0-1                                                                         | -1                                                                          | [ 12 ]                                                                      |
| 11  | Тяжёлый вес          | Остин Лейн (Austen Lane)                                                    | CS                                                                          | 12-5 (1)                                                                    | 0-2 (1)                                                                     | -2                                                                          | vs.                                                                         | Робелис Деспанье (Robelis Despaigne)                                        |                                                                             | 5-1                                                                         | 1-1                                                                         | -1                                                                          | [ 13 ]                                                                      |
|     |                      | Отменённые бои                                                              |                                                                             |                                                                             |                                                                             |                                                                             |                                                                             |                                                                             |                                                                             |                                                                             |                                                                             |                                                                             |                                                                             |
|     | Жен. минимальный вес | Райанни дус Сантус (Rayanne dos Santos)▼                                    | CS                                                                          | 14-8                                                                        | 0-2                                                                         | -2                                                                          | vs.                                                                         | Аличе Арделян (Alice Ardelean)                                              |                                                                             | 9-6                                                                         | 0-1                                                                         | -1                                                                          | [ 14 ]                                                                      |
|     | Легчайший вес        | Брэди Хистэнд (Brady Hiestand)▼                                             | TUF(F)                                                                      | 8-2                                                                         | 3-1                                                                         | +3                                                                          | vs.                                                                         | Джейк Хадли (Jake Hadley)                                                   | CS                                                                          | 11-3                                                                        | 3-3                                                                         | +1                                                                          | [ 15 ]                                                                      |

Условные обозначения: #5 (1) — текущее (лучшее) место бойца в рейтинге, exЧ(В) — бывший чемпион (временный), exП(В) — бывший претендент на титул чемпиона (временного), exТ(3) — боец входил в рейтинг Топ-15 (лучшее место в рейтинге), д — дебютант, CS — боец участвовал в Претендентской серии Дэйны Уайта, RTU — боец участвовал в шоу Road To UFC, TUF — боец участвовал в шоу The Ultimate Fighter, TUF(W/F) — боец являлся победителем/финалистом The Ultimate Fighter, WEC/SF — боец выступал в WEC или Strikeforce до объединения этих организаций с UFC.

## Церемония взвешивания
Результаты официальной церемонии взвешивания бойцов перед турниром.
| Весовая категория и допустимый лимит в фунтах | Весовая категория и допустимый лимит в фунтах | Участники боёв и их вес в фунтах | Участники боёв и их вес в фунтах | Участники боёв и их вес в фунтах | Участники боёв и их вес в фунтах |
| --------------------------------------------- | --------------------------------------------- | -------------------------------- | -------------------------------- | -------------------------------- | -------------------------------- |
| Средний вес                                   | 185 (+1)                                      | Энтони Эрнандес                  | 185,5                            | Мишел Перейра                    | 185,5                            |
| Легчайший вес                                 | 135 (+1)                                      | Роб Фонт                         | 135,5                            | Кайлер Филлипс                   | 135,5                            |
| Наилегчайший вес                              | 125 (+1)                                      | Чарльз Джонсон                   | 126                              | Су Мудаэрцзи                     | 126                              |
| Легчайший вес                                 | 135 (+1)                                      | Джейк Хадли                      | 135,5                            | Кэмерон Смотермэн                | 135,5                            |
| Полулёгкий вес                                | 145 (+1)                                      | Даррен Элкинс                    | 144,5                            | Дэниел Пинеда                    | 145,5                            |
| Наилегчайший вес                              | 125 (+1)                                      | Матеус Николау                   | 125,5                            | Асу Алмабаев                     | 125,5                            |
| Легчайший вес                                 | 135 (+1)                                      | Брэд Катона                      | 135,5                            | Жеан Матсумото                   | 135,5                            |
| Легчайший вес (женщины)                       | 135 (+1)                                      | Хоселин Эдвардс                  | 139 *                            | Тамирис Видал                    | 135,5                            |
| Минимальный вес (женщины)                     | 115 (+1)                                      | Джессика Пенне                   | 115,5                            | Элис Рид                         | 115                              |
| Минимальный вес (женщины)                     | 115 (+1)                                      | Мелисса Мартинес                 | 115,5                            | Аличе Арделян                    | 115                              |
| Тяжёлый вес                                   | 265 (+1)                                      | Остин Лейн                       | 251                              | Робелис Деспанье                 | 264                              |

[*] Хоселин Эдвардс не смогла уложиться в лимит легчайшей весовой категории (превышение составило 3 фунта). Бой пройдёт в промежуточном весе 139 фунтов.

## Результаты турнира
В главном бою вечера Энтони Эрнандес победил Мишела Перейру техническим нокаутом в 5-м раунде.
| Статистика поединка: | Статистика поединка: | Статистика поединка:                          | Статистика поединка:                          | Статистика поединка: | Статистика поединка: | Статистика поединка: | Статистика поединка: | Статистика поединка: | Статистика поединка: | Статистика поединка: | Статистика поединка: | Статистика поединка: | Статистика поединка: | Статистика поединка: | Статистика поединка: | Статистика поединка: | Статистика поединка: | Статистика поединка: |
| Участник             | Нокдауны             | Акцентрованные удары (по цели/всего/точность) | Акцентрованные удары (по цели/всего/точность) | По раундам           | По раундам           | По раундам           | По раундам           | По раундам           | По цели              | По цели              | По цели              | По позиции           | По позиции           | По позиции           | Тейкдауны            | Тейкдауны            | Контроль             | Попытка приема       |
| Участник             | Нокдауны             | Акцентрованные удары (по цели/всего/точность) | Акцентрованные удары (по цели/всего/точность) | 1Р                   | 2Р                   | 3Р                   | 4Р                   | 5Р                   | Голова               | Корпус               | Ноги                 | Дистанция            | Клинч                | Партер               | Тейкдауны            | Тейкдауны            | Контроль             | Попытка приема       |
| -------------------- | -------------------- | --------------------------------------------- | --------------------------------------------- | -------------------- | -------------------- | -------------------- | -------------------- | -------------------- | -------------------- | -------------------- | -------------------- | -------------------- | -------------------- | -------------------- | -------------------- | -------------------- | -------------------- | -------------------- |
| Энтони Эрнандес      | 0                    | 152/212                                       | 71 %                                          | 27/52                | 30/47                | 44/55                | 29/35                | 22/23                | 125/182              | 22/24                | 5/6                  | 43/81                | 12/14                | 97/117               | 10/29                | 34 %                 | 15:42                | 0                    |
| Мишел Перейра        | 0                    | 24/53                                         | 45 %                                          | 15/34                | 2/7                  | 3/8                  | 3/3                  | 1/1                  | 8/27                 | 16/26                | 0                    | 20/45                | 4/8                  | 0                    | 0/1                  | 0 %                  | 0:56                 | 1                    |

| Бой    | Весовая категория        | Результат боя        | Результат боя     | Результат боя | Результат боя | Результат боя | Результат боя    | Результат боя | Способ победы                                | Раунд | Время | Рефери в ринге |
|        |                          | Главный кард         |                   |               |               |               |                  |               |                                              |       |       |                |
| Бой 11 | Средний вес              |                      | Энтони Эрнандес   | #13           | поб.          |               | Мишел Перейра    | #14           | Технический нокаут (граунд-энд-паунд)        | 5     | 2:22  | Херб Дин       |
| Бой 10 | Легчайший вес            |                      | Роб Фонт          | #9            | поб.          |               | Кайлер Филлипс   | #12           | Единогласное решение (29-28, 29-28, 29-28)   | 3     | 5:00  | Кит Питерсон   |
| Бой 9  | Наилегчайший вес         |                      | Чарльз Джонсон    |               | поб.          |               | Су Мудаэрцзи     |               | Единогласное решение (29-28, 29-28, 29-28)   | 3     | 5:00  | Марк Смит      |
| Бой 8  | Легчайший вес            |                      | Кэмерон Смотермэн | д             | поб.          |               | Джейк Хадли      |               | Единогласное решение (30-26, 29-27, 29-27)** | 3     | 5:00  | Крис Тоньони   |
| Бой 7  | Полулёгкий вес           |                      | Даррен Элкинс     |               | поб.          |               | Дэниел Пинеда    |               | Единогласное решение (29-28, 29-28, 29-28)   | 3     | 5:00  | Херб Дин       |
|        |                          | Предварительный кард |                   |               |               |               |                  |               |                                              |       |       |                |
| Бой 6  | Наилегчайший вес         |                      | Асу Алмабаев      | #14           | поб.          |               | Матеус Николау   | #7            | Единогласное решение (29-28, 29-28, 29-28)   | 3     | 5:00  | Кит Питерсон   |
| Бой 5  | Легчайший вес            |                      | Жеан Матсумото    |               | поб.          |               | Брэд Катона      |               | Единогласное решение (29-28, 29-28, 29-28)   | 3     | 5:00  | Марк Смит      |
| Бой 4  | Промежуточный вес (139)* |                      | Хоселин Эдвардс   |               | поб.          |               | Тамирис Видал    |               | Сдача, удушающий приём (удушение сзади)      | 3     | 4:33  | Херб Дин       |
| Бой 3  | Жен. минимальный вес     |                      | Элис Рид          |               | поб.          |               | Джессика Пенне   |               | Единогласное решение (29-28, 29-28, 29-28)   | 3     | 5:00  | Крис Тоньони   |
| Бой 2  | Жен. минимальный вес     |                      | Мелисса Мартинес  |               | поб.          |               | Аличе Арделян    |               | Единогласное решение (30-27, 30-27, 30-27)   | 3     | 5:00  | Кит Питерсон   |
| Бой 1  | Тяжёлый вес              |                      | Остин Лейн        |               | поб.          |               | Робелис Деспанье |               | Единогласное решение (29-28, 29-28, 29-28)   | 3     | 5:00  | Марк Смит      |

[**] Рефери снял с Хадли одно очко во 2-м раунде за тычок в глаз соперника.
Официальные судейские карточки турнира.

## Награды
Следующие бойцы были удостоены денежного бонуса в размере $50,000:
- Лучший бой вечера: Даррен Элкинс - Дэниел Пинеда
- Выступление вечера: Энтони Эрнандес